# Jaroslav Drobný (tenista)
Jaroslav Drobný (12. října 1921 Praha – 13. září 2001 Londýn) byl amatérský tenista a hokejista československého původu.

## Lední hokej
Jako hokejista působil mezi lety 1936 a 1949 v klubu I. ČLTK Praha. Hrál také za československou reprezentaci, zúčastnil se Mistrovství světa 1939. Na MS 1947 konaném v Praze pomohl týmu získat první zlatou hokejovou medaili. Startoval také na Zimních olympijských hrách 1948, kde Čechoslováci vybojovali stříbro.
V roce 1997 byl uveden do Síně slávy IIHF. V roce 2010 byl uveden do Síně slávy českého hokeje.

## Tenis

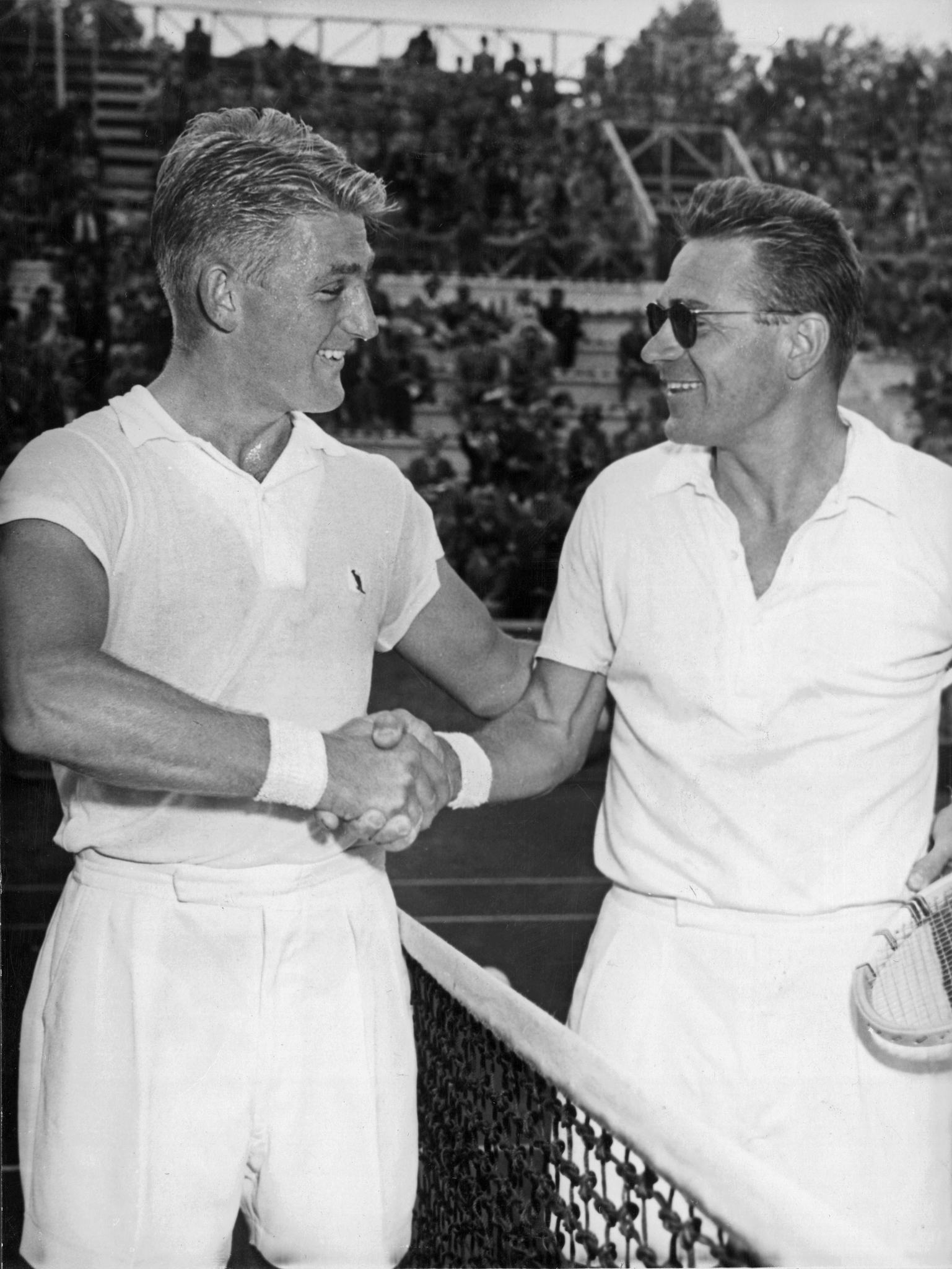
18letý Lew Hoad (vlevo) blahopřeje Drobnému k zisku titulu po finále Mezinárodního mistrovství Itálie 1953

Československo reprezentoval v Davis Cupu, kde dosáhl 11 vítězství ve čtyřhře spolu s Vladimírem Černíkem. V roce 1954 vyhrál Wimbledon, v letech 1951 a 1952 také French Open.
Od roku 1949 do roku 1959 byl egyptským občanem, v roce 1959 získal britské státní občanství a ve Spojeném království, kde byl ženatý, v roce 2001 zemřel.
Ve Wimbledonu hrál pod čtyřmi různými národními identitami. V roce 1938, tedy ve věku 16 let, hrál poprvé za rodné Československo. O rok později, po německé invazi a okupaci Československa, oficiálně reprezentoval Protektorát Čechy a Morava. Po druhé světové válce hrál ve Wimbledonu opět jako československý občan. Po komunistickém převratu v roce 1948 emigroval 11. července 1949, když s Černíkem neuposlechli příkaz okamžitého návratu z rozehraného turnaje v Gstaadu. Neúspěšně se pokoušel po propadnutí víz, a bez pasu, získat občanství Švýcarska, Spojených států a Austrálie. Až egyptský král Farúk I. jej pozval na turnaj do Alexandrie, který vyhrál. Drobný začal trénovat královu dceru a obdržel egyptské státní občanství. V letech 1950–1959 tak reprezentoval Egypt, pro nějž získal wimbledonskou trofej v roce 1954. Jako jediný egyptský občan vyhrál tenisový grandslam. Při své poslední účasti ve Wimbledonu roku 1960, ve věku 38 let, již hrál za Spojené království.
V roce 1983 vstoupil do Mezinárodní tenisové síně slávy. Dne 14. června 2012 mu byla na pražské Štvanici za přítomnosti prezidenta republiky Václava Klause slavnostně odhalena pamětní deska.
Podle tenisové databáze Tennis Base vyhrál, po rekordních 200 trofejích Roda Lavera, druhý nejvyšší počet 147 singlových titulů v historii mužského tenisu a s 203 finále mu patří čtvrtá příčka za Laverem, Rosewallem a Ritchiem. Mezinárodní tenisová síň slávy mu připsala 133 titulů z dvouhry.

### Finále na Grand Slamu

#### Mužská dvouhra: 8 (3–5)
| Výsledek  | Rok  | Turnaj                   | Povrch | Finalista      | Skóre ve finále         |
| Finalista | 1946 | French Championships     | antuka | Marcel Bernard | 3–6, 2–6, 6–1, 6–4, 6–3 |
| Finalista | 1948 | French Championships     | antuka | Frank Parker   | 6–4, 7–5, 5–7, 8–6      |
| Finalista | 1949 | Wimbledon                | tráva  | Ted Schroeder  | 3–6, 6–0, 6–3, 4–6, 6–4 |
| Finalista | 1950 | French Championships     | antuka | Budge Patty    | 6–1, 6–2, 3–6, 5–7, 7–5 |
| Vítěz     | 1951 | French Championships     | antuka | Eric Sturgess  | 6–3, 6–3, 6–3           |
| Vítěz     | 1952 | French Championships (2) | antuka | Frank Sedgman  | 6–2, 6–0, 3–6, 6–4      |
| Finalista | 1952 | Wimbledon                | tráva  | Frank Sedgman  | 4–6, 6–2, 6–3, 6–2      |
| Vítěz     | 1954 | Wimbledon                | tráva  | Ken Rosewall   | 13–11, 4–6, 6–2, 9–7    |

#### Mužská čtyřhra: 4 (1–3)
| Výsledek | Rok  | Turnaj                   | Povrch | Partner          | Soupeři ve finále          | Skóre ve finále         |
| Vítěz    | 1948 | French Championships     | antuka | Lennart Bergelin | Harry Hopman Frank Sedgman | 8–6, 6–1, 12–10         |
| Finále   | 1950 | French Championships     | antuka | Bill Talbert     | Tony Trabert Eric Sturgess | 6–2, 1–6, 10–8, 6–2     |
| Finále   | 1950 | Australian Championships | tráva  | Eric Sturgess    | John Bromwich Adrian Quist | 6–3, 5–7, 4–6, 6–3, 8–6 |
| Finále   | 1951 | Wimbledon                | tráva  | Eric Sturgess    | Ken McGregor Frank Sedgman | 3–6, 6–2, 6–3, 3–6, 6–3 |

#### Smíšená čtyřhra: 1 (1–0)
| Výsledek | Rok  | Turnaj               | Povrch | Partner                  | Soupeři ve finále           | Skóre ve finále |
| Vítěz    | 1948 | French Championships | antuka | Patricia Canning Toddová | Doris Hartová Frank Sedgman | 6–3, 3–6, 6–3   |